# Liste der Mitglieder der Southern Gospel Music Hall of Fame
Die Liste der Mitglieder der Southern Gospel Music Hall Of Fame umfasst die Einträge in die Hall of Fame der Southern Gospel Music Association chronologisch nach dem Jahr, in welchem sie aufgenommen worden sind. Die Hall of Fame soll Künstler, Produzenten und andere Menschen ehren.

## Die Southern Gospel Music Association
Die SGMA ist eine private Organisation von Künstlern, Komponisten, Textern und Mitgliedern der Industrie, die es sich zur Aufgabe gemacht hat, den Southern Gospel zu bewerben. Sie wurde 1994 gegründet. Bereits seit 1997 unterhält die Association eine Hall of Fame, in welche sie Mitglieder aufnimmt. Die Aufnahme erfolgt durch die Entscheidung der SGMA. Sie unterhält diese Hall of Fame neben dem Southern Gospel Music Museum und den SGMA Awards.

## Mitglieder der Hall of Fame
Die Liste ist unterteilt nach den Jahren der Aufnahme. Der Punkt Begründung der Aufnahme orientiert sich dabei an den Texten der SGMA.

### 1997
Im ersten Jahr der Verleihung von Einträgen wurden 38 Musiker in die Hall of Fame aufgenommen.
| Nummer | Bild | Name des Eintrags                      | Lebensdaten | Begründung der Aufnahme |
| ------ | ---- | -------------------------------------- | ----------- | --- |
| 1      |      | Lee Roy Abernathy                      | 1913 – 1993 | Abernathy war Mentor für zahlreiche Gospelsänger. Er war bekannt für sein Modern Gospel Piano Course By Mail und seine Mitarbeit an zahlreichen Quartetten. Er komponierte zahlreiche Stücke, wie Everybody’s Gonna Have a Wonderful Time Up There. |
| 2      |      | Wendy Bagwell                          | 1925 – 1996 | Bagwell galt als einer der ersten, die humorvolle Themen in den Southern Gospel einbrachten. Als Teil der Sunliters veröffentlichte er mehr als 60 Hits, wobei Here Come the Rattlesnakes als erster zertifizierter Millionenhit des Southern Gospel gilt. |
| 3      |      | Clarice Howard “Ma” Baxter             | 1898 – 1972 | Jahrzehntelange Arbeit in der Gospelmusik. Nach der Heirat zu J.R. Baxter unterstützte sie ihn und arbeitete in der bekannten Stamps-Baxter School of Music. Nach dem Tod ihres Mannes 1960 wurde sie Vorsitzende der Stamps-Baxter Music and Printing Company, damit war sie die erste Frau, die ein solches Amt innehatte.                                                                                   |
| 4      |      | Jesse Randall “J.R.” Baxter            | 1887 – 1960 | Mit seinem Kollegen V.O. Stamps schuf er eine der ersten erfolgreichen Unternehmen des Southern Gospel, die Stamps-Baxter Music and Printing Company. Ebenso schuf er die jährliche Stamps-Baxter School of Music und begann den Southern Gospel zu popularisieren, indem er Notenbücher publizierte und Quartette ins Radio brachte.                                                                          |
| 5      |      | Lester George “Les” Beasley            | 1928 – 2018 | Er war Teil des McManus Trio und des Gospel Melody Quartetts, welches ihren Namen in Florida Boys Quartett änderte und eine der bekanntesten Gruppen wurde. In den 60ern und 70ern produzierte er The Gospel Singing Jubilee mit, welches den Gospel über den Südosten der Vereinigten Staaten hinaus bekannt machte. Weiterhin war er Präsident der Gospel Music Association und designte den Dove Award mit. |
| 6      |      | James Webre Blackwood                  | 1919 – 2002 | Mitglied des legendären Blackwood Brothers Quartett. Später Mitglied des Masters V und des James Blackwood Quartett. Seinem Tatendrang wird nach der SGMA viel der Professionalität des Southern Gospel zugeschrieben. |
| 7      |      | Albert Edward Brumley                  | 1905 – 1977 | Brumley ist bekannt als Komponist und Texter von über 700 Liedern, darunter Klassikern wie Jesus, Hold My Hand, Turn your Radio On und I’d Rather Be An Old-Time Christian. Er ist Teil der Nashville Songwriters Hall of Fame und seine Lieder werden von zahlreichen Sängern gesungen. |
| 8      |      | David Parker “Dad” Carter              |             | Carter war der Gründer und Leiter einer der bekanntesten Gruppen des Southern Gospel, der Chuck Wagon Gang. |
| 9      |      | Denver Dale Crumpler                   |             | Er war ein Mitglied des Statesmen Quartett und der Stamps Melody Boys. Er gilt laut SGMA als einer der besten Tenöre. Er starb 1957. |
| 10     |      | John Tyra Daniel                       | 1906 – 1961 | Er war Teil des Daniel Family Quartett und wurde von den großen Unternehmen des Southern Gospel publiziert. Aufgrund seiner Entscheidungen konnte die Gruppe in der Grand Ole Opry singen und war eine der bekanntesten Gruppen in den 40ern und 50ern. |
| 11     |      | James “Jimmie” Houston Davis           | 1899 – 2000 | In Armut geboren, wurde Davis ein bekannter Gospelsänger. Er gilt als Texter des Songs You Are My Sunshine, wobei dies umstritten ist. Er war Mitglied des Plainsmen Quartett, Vorsitzender der Gospel Music Association und für zwei Amtszeiten Gouverneur von Louisiana. |
| 12     |      | John Wallace Fowler                    | 1917 – 1994 | Fowler ist bekannt als Texter, Komponist und Sänger zahlreicher Lieder. Jedoch am bekanntesten wurde er als Gründer des Oak Ridge Quartett. Er initiierte den ersten All-Night Gospel Sing, welcher ein bekanntes Format im Süden der USA wurde. Ein Klassiker wurde sein Lied Wasted Years. |
| 13     |      | Charles F. “Rusty” Goodman             | 1933 – 1990 | Goodman begann bereits im Alter von 16 Jahren mit seiner Familie zu singen. Nach seiner Dienstzeit im Korea-Krieg arbeitete er mit Martha Carson und später als Teil des Plainsmen Quartett. In den 60ern wurde er wieder Mitglied der Happy Goodman Family. Viele der bekannten Lieder der Gruppe, wie Had It Not Been und I’ve Got Leavin’ On My Mind waren seine Kompositionen.                             |
| 14     |      | Connor Brandon Hall                    | 1916 – 1992 | Hall begann seine Karriere in Greenville in seiner Gemeinde, startete 1942 das Homeland Harmony Quartett. Als Mitarbeiter der Tennessee Music and Printing Company war er verantwortlich für die Publizierung zahlreicher Notenwerke. Er arbeitete später als Mitarbeiter des Vaughan Family Visitor und als Vorsitzender der National Singing Convention.                                                     |
| 15     |      | Herman Clay Harper                     | 1938 – 1993 | Harper war bekannt als Sänger, Texter und Produzent. Neben seiner eigenen Karriere, bspw. als Bassist des Oak Ridge Quartett, war er mit seiner Agentur Harper and Associates ein bekannter Agent im Bereich des Southern Gospel. |
| 16     |      | W. Jake Hess                           | 1927 – 2004 | Im Alter von fünf Jahren begann er das Singen als Teil der Hess Brothers. Nach zahlreicher Arbeit mit vielen lokalen Gruppen begann er, mit dem John Daniel Quartett zu singen. Später wurde er Teil der Statesmen und Gründungsmitglied der Imperials. |
| 17     |      | William James “Bill” Gaither           |             | Bill Gaither ist bekannt als Autor zahlreicher Klassiker, wie He Touched me, Because He Lives und The King Is Coming. Mit seiner Frau und seinem Bruder gründete er das Bill Gaither Trio und später allein die Gaither Vocal Band. Bekannt wurde er für die Produktion der Gaither Homecoming Videos. |
| 18     |      | Hovie Franklin Lister                  | 1926 – 2001 | Er war Mitglied des Homeland Harmony Quartett, des LeFevre Trio, der Rangers und Gründungsmitglied der Statesmen. Unter seiner Maßgabe traten die Statesmen in Fernsehsendungen auf und ihm wird zugeschrieben, dass er den Southern Gospel weltweit bekannt machte und hohe Standards in der Branche setzte.                                                                                                  |
| 19     |      | Eva Mae Whittington-LeFevre            | 1917 – 2009 | Seit dem Alter von sechs Jahren spielte sie Orgel und Klavier und nach ihrer Heirat 1934 trat sie dem LeFevre Trio bei. Sie tourte mit dem Trio durch die Vereinigten Staaten und wurde in den späteren Jahren im Fernsehen und Radio einem größeren Publikum bekannt. Sie gilt mit ihrem Gospel Singing Caravan Programm als Pionierin.                                                                       |
| 20     |      | Urias LeFevre                          | 1910 – 1979 | Leiter der LeFevre Family für mehr als 50 Jahre. Mit seiner Frau Eva Mae Teil des LeFevre Trio. Mit seiner Frau begann er ebenso Gospelmusik zu publizieren. |
| 21     |      | Thomas Mosie Lister                    | 1921 – 2015 | Gründungsmitglied des Statesmen-Quartetts und Gründer der Mosie Lister Publishing Company. Komponist hunderter Gospellieder, so u. a. Til The Storm Passes By oder His Hand In Mine. |
| 22     |      | Benjamin Marvin Norcross               | 1929 – 1980 | Unter seiner Führung wurden Canaan Records und Canaanland Music zwei der führenden Organisationen im Southern Gospel Genre. Er war Vorsitzender der GMA 1974 und nach ihm wurde ein Preis zur Ehrung von Musikern im Southern Gospel benannt. |
| 23     |      | Wilmer Berney “W. B.” Nowlin           | 1905 – 1994 | Die Arbeit von Nowlin bestand darin, Gospel-Quartetten die Möglichkeit des Auftrittes in Radioprogrammen zu ermöglichen. Bekannt wurde er als Initiator des Battle of Songs und als Organisator des ersten Southern Gospel Konzertes in Hawaii. |
| 24     |      | Lloyd Orrell                           | 1907 – 1983 | Orrell arbeitete als Promoter für Southern Gospel Musik in den nördlichen Vereinigten Staaten. Ihm wird die Verbreitung des Southern Gospels in den ganzen USA zugeschrieben. |
| 25     |      | Oren A. “O. A.” Parris                 | 1897 – 1966 | Gründer von Parris Music Company und Mitarbeiter am Sacred Harp and Christian Harmony Liederbuch. Komponist zahlreicher Lieder, wie When The Home Gates Swing Open oder A Happy Meeting. |
| 26     |      | Glen Weldon Payne                      | 1926 – 1999 | Payne sang im Stamps-Baxter-Quartett und dem Frank Stamps-Quartett. Später wurde er Teil der Weatherfords und des Cathredal-Quartett. |
| 27     |      | Dottie Luttrell Rambo                  | 1934 – 2008 | Ihre Karriere begann Rambo als Teil der Rambos. Bekannt wurde sie als Komponisten zahlreicher Lieder, so Tears Will Never Stain The Streets Of That City oder We Shall Behold Him. |
| 28     |      | George Thomas “Dad” Speer              | 1891 – 1966 | Thomas Speer war zunächst ein Musiklehrer und ein Sänger in den Anfängen des Genre des Southern Gospel. Er lehrte an der Vaughan School of Music und der Stamps-Baxter Music School. Er gründete die Gruppen The Speer Quartet und die Speer-Family. Im Laufe seiner Karriere komponierte er Lieder, die zu Klassikern wurden, wie Heaven’s Jubilee oder I Never Shall Forget the Day.                         |
| 29     |      | Jackson Brock Speer                    | 1920 – 1999 | Brock Speer war seit seiner frühen Kindheit Teil der Speer-Family. Mit seinen Geschwistern tourte er jahrzehntelang durch die USA. Er war 1972 Präsident der GMA. |
| 30     |      | Lena Brock “Mom” Speer                 | 1900 – 1967 | Mit ihrem Ehemann war sie zunächst Teil des Speer-Quartett und mit ihren Kindern der Speer-Family. |
| 31     |      | Frank Howard Stamps                    | 1896 – 1965 | Leiter des Frank Stamps Quartet und unter seiner Führung wurde es die erste Southern-Gospel-Gruppe, die einen Vertrag mit einem großen Label, Victor Records, erreichten. Nach dem Tod seines Bruders V.O. wurde er Teil der Stamps-Baxter Organization, verließ sie aber 1945 und gründete die Stamps Quartet Music Company.                                                                                  |
| 32     |      | Virgil Oliver “V. O.” Stamps           | 1892 – 1940 | Sänger, Texter und Verantwortlich für die Publikation zahlreicher Lieder. Bekannt wurde er mit seiner V.O. Stamps Music Company, die vielen Künstlern ermöglichte, das Radio als Medium zu nutzen, und der Stamps-Baxter School of Music. |
| 33     |      | John Daniel “J.D.” Sumner              | 1924 – 1998 | In seiner Karriere von über 50 Jahren war er Mitglied zahlreicher Gruppen, so des Sunny South-Quartett, der Sunshine Body, Masters V und den Blackwood Brothers. Er tourte mit Elvis Presley und stand im Guinness Book of World Records als Mann mit der tiefsten Bassstimme. Er komponierte über 700 Lieder, so u. a. The Old Country Church und war Vorsitzender des SGMA von 1996 bis 1998.                |
| 34     |      | Glenn Kieffer Vaughan                  | 1893 – 1969 | Mit seinem Vater baute er die James D. Vaughan Music Publishing Company auf und WOAN, die erste Gospel Radiostation in Tennessee. Er war Leiter des Vaughan-Quartett und Lehrer an der Vaughan School of Music. Er war Texter zahlreicher Lieder und Präsident der National Singing Convention. |
| 35     |      | James David Vaughan                    | 1864 – 1941 | Von einigen wird er als Gründer des Southern Gospel bezeichnet. Er gründete die James D. Vaughan Music Publishing Company und war durch Entscheidungen am Aufbau der ersten Quartette beteiligt. Weiterhin gründete der WOAN mit, den Vaughan Family Visitor und Vaughan Phonograph Records. |
| 36     |      | James Parks “Big Jim” Waits            | 1899 – 1973 | Im Laufe seiner Karriere lehrte er zahlreiche Basssänger und arbeitete in vielen Gruppen, so den LeFevre, dem Vaughan Radio-Quartett und dem Stamps-Quartett. |
| 37     |      | James Stephen “Big Chief” Wetherington | 1922 – 1973 | Wetherington war Teil des Sunny South-Quartett und der Melody Masters. Er war Mitglied der Statesmen. Laut SGMA setzte er für Bassänger einen entsprechenden Standard. |
| 38     |      | Jesse Gillis “J. G.” Whitfield         | 1915 – 2006 | 1947 begann er das Gospel Melody Quartett zu organisieren. Es wurde später als die Florida Boys bekannt. Später gründete er die Dixie Echoes und arbeitete in der Förderung des Southern Gospel, u. a. als Teil der TV-Sendung The Gospel Singing Jubilee oder des Magazins Singing News. |

### 1998
Im Zweiten Jahr der Verleihung wurden drei Personen aufgenommen. Dabei war es das erste Jahr, wo nur Männer geehrt wurden und alle drei waren zum Zeitpunkt der Aufnahme noch am Leben.
| Nummer | Bild | Name                      | Lebensdaten | Begründung der Aufnahme |
| ------ | ---- | ------------------------- | ----------- | --- |
| 1      |      | Eldridge Locke “Foxy” Fox | 1936 – 2002 | Mitglied zahlreicher Gruppen, so der Silvertones, der Ambassadors und der Kingsmen. |
| 2      |      | Ben Lacy Speer            | 1930 – 2017 | Mitglied der Speer-Family seit kurz nach seiner Geburt. Er war jahrelang musikalischer Direkot der Gaither Homecoming Videos und gründete die Stamps-Baxter School of Music neu.               |
| 3      |      | George Wilson Younce      | 1930 – 2005 | Als Teenager war er Mitglied der Spritualaires und später der Watchmen, des Homeland Harmony Quartett, der Weatherfords, der Florida Boys, des Blue Ridge-Quartett und des Cathredal-Quartett. |

### 1999
Im dritten Jahr der Verleihung wurden fünf Personen aufgenommen. Das zweite Jahr in Folge wurden nur Männer aufgenommen. In diesem Jahr wurden vier Personen posthum geehrt, nur Rex Nelon war zum Zeitpunkt der Ehrung noch am Leben.
| Nummer | Bild | Name                         | Lebensdaten | Begründung der Aufnahme |
| ------ | ---- | ---------------------------- | ----------- | --- |
| 1      |      | Earl Smith “Smitty” Gatlin   | 1935 – 1972 | 1956 war er Mitglied des neugegründeten Oak Ridge Quartetts. Diese verließ er, um Pastor zu werden, gründete einige Jahre später das Smitty Gatlin Trio. |
| 2      |      | Adger McDavid Pace           | 1882 – 1959 | Als Basssänger war er Teil des Vaughan Radio-Quartett und erster Vorsitzender der National Singing Convention. Er lehrte an der Vaughan School of Music und Komponist zahlreicher Lieder, wie That Glad Reunion Day und Beautiful Star of Bethlehem. |
| 3      |      | Rex Lloyd Nelon              | 1932 – 2000 | Während er in seiner Jugend bereits in lokalen Gruppen sang, war seine erste Gruppe das Homeland Harmony Quartett. Er arbeitete zunächst für die LeFevres, die er später übernahm und nach dem Ausscheiden von Eva Mae LeFevre in die Rex Nelon Singers umbenannte. Diese Gruppe wurde später zu den Nelons. In den letzten Jahren seines Lebens publizierte er Southern Gospel Musik. |
| 4      |      | Roland Dwayne “Rosie” Rozell | 1928 – 1995 | Seine Karriere umfasst Stationen bei den Tulsa Trumpeteers und den Statesmen. 1970 verließ er die Gruppe und gründete Rosie Rozell and the Searchers. |
| 5      |      | William Burton Walbert       | 1886 – 1959 | Mitarbeiter der James D. Vaughan Music Company und Band-direktor von WOAN und Manager des Vaughan Radio-Quartett. Er komponierte einige Lieder, so u. a. Oh What a blessing he Is to Me oder Peace Like a river. |

### 2000
Im Jahr 2000 wurden sechs Personen aufgenommen, wobei nach zwei Jahren mit Lily Fern wieder eine Frau aufgenommen wurde. Vier Personen wurden posthum geehrt.
| Nummer | Bild | Name                        | Lebensdaten | Begründung der Aufnahme |
| ------ | ---- | --------------------------- | ----------- | --- |
| 1      |      | Eugene Monroe Bartlett      | 1884 – 1941 | Er gilt als einer der Väter des Southern Gospel. Er arbeitete zunächst in der Central Music Company und gründete 1918 die Hartford Music Company. In dieser Funktion gründete er das Hartford Musical Institute mit, welches The Herald of Song herausgab. Selbst komponierte er einige bekannte Klassiker, wie Victory in Jesus oder Everybody Will Be Happy Over There. |
| 2      |      | James Roy “Pop” Lewis       | 1905 – 2004 | Leiter der First Family of Bluegrass Gospel Music. Er machte es auch möglich, dass die Familie 38 Jahre lang die Lewis Family Television Show betrieb. |
| 3      |      | Doy Willis Ott              | 1919 – 1986 | Ott arbeitete als Teil zahlreicher Gruppen, so der Stamps-Baxter Melody Body, den Rangers und den Statesmen. |
| 4      |      | Anthony Johnson Showalter   | 1858 – 1924 | Gründer der Showalter Music Company, des Southern Normal Musical Institute und der Zeitschrift The Music Teacher. Mit der Zeitschrift lehrte er zahlreiche Sänger. Er war Ko-Autor von Leaning on the Everlasting Arms. |
| 5      |      | Earl Henderson Weatherford  | 1922 – 1992 | Gründer der Weatherfords und bekannter Gospel-Sänger. |
| 6      |      | Lily Fern Goble-Weatherford | 1928 –      | Überzeugte ihren Gemahl Earl Henderson, statt eines reinen Männerquartetts die Weatherfords auch für Frauen zu öffnen, wobei siein dieser Gruppe Alt sang. Damit brach sie die bis dahin geltende Praxis der nur männlich besetzten Quartette. |

### 2001
Im Jahr 2001 wurden sechs Personen aufgenommen. Vier Personen wurden posthum geehrt.
| Nummer | Bild | Name                     | Lebensdaten | Begründung der Aufnahme |
| ------ | ---- | ------------------------ | ----------- | --- |
| 1      |      | Glennan “Glen” Allred    | 1934 – 2022 | In seiner frühen Karriere war Allred Mitglied des Oak Ridge-Quartett und des Happy Rhythm-Quartett. Später sang er als Teil der Florida Boys.                                                            |
| 2      |      | Lister Cleavant Derricks | 1910 – 1977 | Derricks war ein Pastor und Sänger. Er schrieb über 300 Lieder, darunter Klassiker wie Just a Little Talk With Jesus oder When He Blessed My Soul.                                                       |
| 3      |      | Vesphew Benton Ellis     | 1917 – 1988 | Im Laufe seiner Karriere veröffentlichte er fünf Alben und zahlreiche Singles. Er schrieb über 500 Lieder, darunter Let Me Touch Him oder Do You Know My Jesus?.                                         |
| 4      |      | Naomi Sego Reader        | 1931 – 2017 | Nach der Heirat mit James Sego begann sie mit ihm und dessen Brüdern im Sego Brothers-Quartett zu singen. Ihre Präsenz war so groß, dass die Gruppe später als Sego Brothers and Naomi bezeichnet wurde. |
| 5      |      | Dale Lawrence Shelnut    | 1935 – 1983 | Shelmut war Mitglied des Tennesseeans-Quartett und Dixie Echoes. Die Dixie Echoes leitete er für über 15 Jahre.                                                                                          |
| 6      |      | Ira Forest Stanphill     | 1914 – 1993 | Stanphill sang in über 40 Ländern und komponierte über 400 Lieder, so Mansion Over the Hilltop und Room at the Cross.                                                                                    |

### 2002
2002 wurden sieben Personen in die Hall of Fame aufgenommen. Vier Personen wurden posthum geehrt.
| Nummer | Bild | Name                  | Lebensdaten | Begründung der Aufnahme |
| ------ | ---- | --------------------- | ----------- | --- |
| 1      |      | James Buford Abner    | 1917 – 2011 | Zusammen mit seinem Bruder Merle war er zunächst Mitglied des Pepperell Manufacturing Company-Quartett und später der Vaughn Four. Die beiden gründeten mit Billy Carrier später die Swanee River Boys. Mit dieser Gruppe trat er auch in Fernsehsendungen auf. |
| 2      |      | R. W. Blackwood       | 1921 – 1954 | Gründungsmitglied der Blackwood Brothers. Er gilt als Pioneer und Inspiration für zahlreiche Gospel-Sänger. |
| 3      |      | Charles Jerry Goff    | 1935 – 2019 | Goff wurde bekannt als Gospel-Sänger, der in zahlreichen Fernsehsendungen auftrat, so in Gospel Singing Caravan oder seiner eigenen Sendung America Sings. Er wurde Mr. Gospel Trumpet genannt.                                                                 |
| 4      |      | Vestal Goodman        | 1929 – 2003 | Nach ihrer Heirat mit Howard Goodman wurde sie Teil der Goodman Family und tourte durch die Vereinigten Staaten. Sie wurde bekannt als Queen of Gospel Music.                                                                                                   |
| 5      |      | Alphus LeFevre        | 1912 – 1988 | Mit seinem Bruder Urias und dessen Frau Eva Mae Teil des LeFevre Trio. |
| 6      |      | William Morgan Ramsey | 1872 – ?    | Vorsitzender der Central Music Company of Little Rock und Autor von einigen hunderten Liedern, so u. a. von He Whispers Sweet Peace to Me. |
| 7      |      | Robert Emmett Winsett | 1876 – ?    | Einer der ersten Pioniere des shape-note-Stils. Er gilt als Autor von über 1000 Gospelliedern, so u. a. des preisgekrönten Jesus Is Coming Soon. |

### 2003
2003 wurden zehn Personen in die Hall of Fame aufgenommen. Sieben Personen wurden posthum geehrt und das erste Mal seit 1999 wurden nur Männer aufgenommen.
| Nummer | Bild | Name                   | Lebensdaten | Begründung der Aufnahme |
| ------ | ---- | ---------------------- | ----------- | --- |
| 1      |      | Dwight Moody Brock     | 1907 – 1988 | Er war ein Ursprungsmitglied des Frank Stamps-Quartett und Vorsitzender der Stamps-Baxter Music Company. Er war der erste Solo-Pianist eines Quartetts, womit er Maßstäbe setzte, die von anderen übernommen worden sind. 1996 wurde er Mitglied der Southern Gospel Piano Roll of Honor.                                                                                 |
| 2      |      | Martin Alfred Cook     | 1936 – 2022 | Cook war Gründungsmitglied des Inspirations-Quartett. Aufgrund seiner Anstrengungen wurde das Festival der Gruppe Singing In The Smokies eines der erfolgreichsten und langlebigsten. |
| 3      |      | Howard Goodman         | 1921 – 2002 | Gründer der Goodman Family, die auch als The Happy Goodmans bekannt war. Diese Arbeit der Gruppe wurde mit Dove Awards und Grammys Ausgezeichnet. |
| 4      |      | John Alexander McClung | 1891 – 1942 | Miteigentümer der Hartford Music Company und Sänger in zahlreichen Quartetten der Firma. Er komponierte über 300 Lieder, darunter Death Will Never Knock On Heaven’s Door oder Just A Rose Will Do. |
| 5      |      | Otis Leon McCoy        | 1897 – 1995 | McCoy gilt als einer der Pioniere des Southern Gospel und als einer der wenigen, die Shaped Note Noten per Hand setzen konnten. Er gründete das Homeland Harmony-Quartett und die Tennessee Music and Printing Company. Er schrieb über hundert Lieder, darunter Keep On The Firing Line und Heaven Bound Train.                                                          |
| 6      |      | Fred Calvin Maples     | 1910 – 1987 | Mitglied des Homeland Harmony-Quartett und des Vaughan Victory-Quartett. Im Jahr 1938 gründete er das Harmoneers-Quartett. 2002 wurde er in die Georgia Music Hall of Fame aufgenommen. |
| 7      |      | Jacob Bazzel Mull      | 1914 – 2006 | Bekannt als Promoter der Gospelmusik im Radio und Prediger. Er organisierte das Mull Singing Convention of The Air, Radioprogramm. |
| 8      |      | Homer Alvan Rodeheaver | 1880 – 1955 | Seine Karriere begann als Musiker in der Billy Sunday Kampagne. Er half bei der Gründung der später als Rodeheaver Hall-Mack Company bekannt gewordenen Firma. Als erster Promoter organisierte er ein Gemeinschaftssingen im Radio, ausgetragen von NBC und CBS. Er schrieb zahlreiche Bücher und besaß das Urheberrecht für zahlreiche Lieder, so The Old Rugged Cross. |
| 9      |      | Marion B. Snider       | 1914 – 2010 | Snider wurde als Pianist bekannt, so u. a. des Stamps-Quartett. Er organisierte 1946 das Imperials-Quartett. später war er Pianist in der Fernsehsendung Songs of Inspiration. |
| 10     |      | Bobby Strickland       | 1920 – 1953 | Als Sänger in zahlreichen Quartetten, wie den Harmoneers oder den Statesmen oder dem Crusaders-Quartett, war er als einer der talentiertesten Sänger bekannt, der musikalischer Berater von Elvis Presley wurde. |

### 2004
2004 wurden elf Mitglieder aufgenommen. Sieben Personen wurden posthum geehrt. Unter den Geehrten war eine Frau, die als Native American gilt.
| Nummer | Bild | Name                          | Lebensdaten | Begründung der Aufnahme |
| ------ | ---- | ----------------------------- | ----------- | --- |
| 1      |      | Jim Hamill                    | 1934 – 2007 | In den 50ern war er Teil der Weatherfords, später des Blue-Ridge-Quartetts, der Rebels, des Oak Ridge-Quartett und den Kingsmen. |
| 2      |      | Kenny Hinson                  | 1953 – 1995 | Als Sänger war er Teil der Familiengruppe. Er sang mit ihr bis 1988 und wurde in den Jahren 1976, 1978 und 1980 Singing News Fan Awards Lead Singer of the Year. |
| 3      |      | Arnold Olif Hyle              | 1906 – 1979 | Gründungsmitglied des Rangers-Quartett. |
| 4      |      | Lillian Little Soldier Klaudt | 1906 – 2001 | Leiterin der Klaudt Indian Family. Unter ihrer Leitung trat die Familie in zahlreichen Fernsehsendungen für Gospelmusik auf. Am bekanntesten war Klaudts Version von Blessed Assurance. |
| 5      |      | Harvey Bryant Lester          | 1902 – 1982 | Lester wird dafür verantwortlich gesehen, dass die Southern Gospel Musik westlich des Mississippi verbreitet wurde. Sein Kingsland Theater in St. Louis war ein bekannter Spielort für zahllose Gospelgruppen. Die Lesters waren eine der ersten Gruppen, die im Fernsehen auftraten. Ihre Sendung hieß The Lester Family Sings. |
| 6      |      | Ed O’Neal                     | 1936 –      | Für über 40 Jahre Leiter der Dixie Melody Boys. Davor war er Mitglied der Serenaders und des Gospel Harmony-Quartett. Er ist Komponist von When I Cross To The Other Side Of Jordan. |
| 7      |      | Conley “London” Parris        | 1931 – 1992 | Bassist für die Rebels und die Blackwood Brothers. Später gründete er London Parris and the Apostles und gewann mit diesen einen Dove Award. |
| 8      |      | Derrell Stewart               | 1934 –      | 1953 wurde er Mitglied des Dixie Rhythm-Quartett. 1956 wurde er Mitglied der Florida Boys, was er 48 Jahre blieb. Er trat etliche Male in der Sendung The Gospel Singing Jubilee auf und gewann 1970 Singing News Magazine Fan Award als Pianist.                                                                                |
| 9      |      | James D. Walbert              | 1918 – 2009 | Walbert begann seine Karriere als Pianist des Vaughan Radio-Quartett und konzertierte mit zahllosen Künstlern wie Jerry Lee Lewis und Judy Garland. |
| 10     |      | Charles Wesley Vaughan        | 1875 – 1965 | Vaughan wurde als Komponist von Musik für andere Texte bekannt, so für He Knows How. Er war Journalist des Family Visitor. |
| 11     |      | Benjamin Carl Unseld          | 1843 – 1923 | Lehrer an der New England Conservatory of Music und der Fisk University. Er schrieb für den Musical Visitor und komponierte Musik für Lieder, so für das Lied Twilight Is Falling. |

### 2005
Im Jahr 2010 wurden zehn Personen in die Hall of Fame aufgenommen. Sechs Personen wurden posthum geehrt.
| Nummer | Bild | Name                          | Lebensdaten | Begründung der Aufnahme |
| ------ | ---- | ----------------------------- | ----------- | --- |
| 1      |      | Robert Sterling Arnold        | 1905 – 2003 | Mit 18 begann Arnold in Quartetten zu singen. Zu seinen Auftritten gehörten das Carr-Quartett, das Central-Quartett und das Overall-Quartett. Er gründete die National Music Company mit und sang als Mitglied des National-Quartett. Er schrieb über 400 Lieder, so No Tears in Heaven.                             |
| 2      |      | Anna Gordon Davis             | 1917 – 2004 | Gründungsmitglied der Chuck Wagon Gang und anderer Gruppen, wie dem Carter-Quartett. |
| 3      |      | Elmo Fagg                     | 1919 – 1981 | Mitglied des Blue Ridge-Quartett und Miteigentümer des Gospel Singing Carawan. |
| 4      |      | Gloria Lee Sickal Gaither     | 1942 –      | Mitglied des Gaither Trio und mit ihrem Mann Bill Gaither Textern zahlreicher Lieder, wie Because He Lives und Musicals wie Alleluia! A Praise Gathering for Believers. Sie gewann mit ihren Liedern 20 Dove Awards.                                                                                                 |
| 5      |      | Rosa Nell Speer Powell        | 1922 – 2017 | Mitglied der Speer-Family. Später Teil der Gaither Homecoming Series. Sie ist bekannt für ihr Klavierspiel. |
| 6      |      | Joseph L. “Smilin’ Joe” Roper | 1919 – 1990 | Klavierspieler, zunächst des Hayden-Quartett, später des Happy Hitters-Quartett, und anderer Quartette, so u. a. der Blackwood Brothers oder des Stamps-Quartett. Klavierlehrer an zahlreichen Musikschulen in den südlichen USA. Zudem Komponist, u. a. von I Like the Old Time Way oder Riding on the Glory Train. |
| 7      |      | Edward Lamar “Bill” Shaw      | 1924 – 2018 | Mitglied der Harmonights und der Blackwood Brothers. |
| 8      |      | Erman Clark Slater            | 1903 – 1951 | Mitglied einiger Gruppen, wie des Sand Mountain-Quartett, der Rangers oder der Harmoneers. |
| 9      |      | Jack Toney                    | 1933 – 2004 | Mitglied von zahlreichen Gruppen, wie den Prophets, Dixie Echoes oder den Statesmen. Komponist von über 600 Liedern, so Jesus is Coming for Me oder I Will Rise Up From My Grave. |
| 10     |      | Ed F. “Eddie” Wallace         | 1924 – 2014 | Mitglied der Sunshine Boys. |

### 2006
Im Jahr 2006 wurden elf Personen aufgenommen. Vier Personen bekamen die Ehrung posthum.
| Nummer | Bild | Name                    | Lebensdaten | Begründung der Aufnahme |
| ------ | ---- | ----------------------- | ----------- | --- |
| 1      |      | Wallace “Happy” Edwards | 1926 – 2001 | Mitglied des Harmoneers-Quartett. Träger des Gospel Singer of the Year Award, des Grand Ole Gospel Reunion Living Legend Award und Mitglied der Georgia Music Hall of Fame.                                                                                                 |
| 2      |      | Vernon Ross Hyles       | 1910 – 1972 | Hauptsänger der Rangers. |
| 3      |      | Bob Jones Sr.           | 1914 – 2007 | Organisator des California State Singing Convention, Sänger im Stamps-Quartett und dem Songfellows-Quartett. |
| 4      |      | Rose Carter Karnes      | 1914 – 1997 | Gründungsmitglied der Chuck Wagon Gang. |
| 5      |      | Charles Key             | 1926 – 2010 | Gründungsmitglied der Harmoneers. Bekannt für sein Klavierspiel. Träger des Grand Ole Gospel Reunion Living Legend Award und der Piano Roll of Honor. Mitglied der Georgia Music Hall of Fame und Atlanta Country Music Hall of Fame.                                       |
| 6      |      | Jack Pittman            | 1926 – 2013 | Pittman begann seine Karriere in einigen der Stamps-Quartette. In den 50ern wurde er Mitglied des Palmetto State-Quartett. Während seiner Zeit trat das Quartett in zahlreichen Fernsehsendungen auf. Er war daran beteiligt, die Grand Ole Gospel Reunion zu organisieren. |
| 7      |      | Henry Thaxton Slaughter | 1927 – 2020 | Mitglied zahlreicher Quartette, so u. a. der Imperials oder der Weatherfords. Er komponierte What A Precious Friend Is He und gewann fünf Dove Awards. |
| 8      |      | Mary Tom Speer Reid     | 1925 – 2014 | Mitglied der Speer-Family. |
| 9      |      | Maurice Templeton       | 1932 –      | Gründer der Gruppe 11th Hour Singers und der Reiseagentur Templeton Tours. Er wurde Eigentümer von Singing News, belebte die National Quartet Convention neu und war an der Errichtung der Southern Gospel Music Association beteiligt.                                     |
| 10     |      | Wally Varner            | 1926 – 2004 | Pianist, bekannt als „one man band“. Mitglied des Homeland Harmony-Quartett oder dem Deep South-Quartett. Er komponierte einige Lieder, so Bells of Joy Keep Ringing oder Sing Your Blues Away. Er ist Gründer von Varner Music Inc.                                        |
| 11     |      | Gerald Don Williams     | 1933 –      | Williams begann seine Karriere als Mitglied der Melody Boys. Weiterhin sang er im Veneable-Quartett, den Plainsmen und Rosie Rozell & the Searchers. |

### 2007
Acht Personen wurden 2007 aufgenommen.
| Nummer | Bild | Name                   | Lebensdaten | Begründung der Aufnahme |
| ------ | ---- | ---------------------- | ----------- | --- |
| 1      |      | Roger Douglas Bennett  | 1959 – 2007 | Mitglied der Cathedrals und Legacy Five. Vorsitzender von Journey Records. Sänger und Pianist. 14-facher Gewinner des Singing News Fan Award for Favorite Southern Gospel pianist. Texter einiger Lieder, wie Healing oder Jesus Saves.                                                 |
| 2      |      | Anthony John Burger    | 1961 – 2006 | Burger galt als begnadeter Pianist. Mitglied der Kingsmen und prämiert mit einigen Awards. |
| 3      |      | Joel Wesley Hemphill   | 1939 –      | Leiter der Hemphill-Family. Texter von über 350 Lieden, so wie Pity the Man oder Not in a Million Years. Träger zahlreicher Dove und BMI Awards. |
| 4      |      | Lou Wills-Hildreth     | 1928 – 2019 | Mitglied der Singing Wills Family. Eigentümer der Nashville Talent Agency und von Sword & Shield Recording & Publishing Company, wobei sie mit der zweiten Firma zahlreiche Gospellieder publizierte. Mitglied zahlreicher Organisationen und Moderatorin von einigen Fernsehsendungen. |
| 5      |      | James E. “Jimmy” Jones | 1921 – 2006 | Mitglied einiger Quartette, u. a. der Rangers. Mitglied der Atlanta Country Music Hall of Fame und der Georgia Music Hall of Fame, Träger des Grand Ole Gospel Reunion’s Living Legend Award. Texter einiger Lieder, wie Lord, It’s Me Again oder I Won’t Have to Worry Anymore.        |
| 6      |      | David Reece            | 1928 – 1999 | Pianist, der für zahlreiche Quartette gespielt hat. Veröffentlichte einst der ersten instrumentalen Gospel-Alben. Texter von So Many Reasons. |
| 7      |      | James Leon Sego        | 1927 – 1979 | Mitglied der Sego-Family und Sego Brothers and Naomi. Texter einiger Lieder wie We’ll Have A Good Time oder I’ll Really Be Free. |
| 8      |      | Archie Watkins         | 1949 –      | Mitglied der Inspirations und anderer Quartette. Träger einiger Awards, wie dem Marvin Norcross Award oder dem Singing News Favorite Male Singer. |

### 2008
Im Jahr 2008 wurden sechs Personen aufgenommen.
| Nummer | Bild | Name                    | Lebensdaten | Begründung der Aufnahme |
| ------ | ---- | ----------------------- | ----------- | --- |
| 1      |      | Fred E. Daniel          | 1925 – 2007 | Mitglied der Happy Four und später der Sunshine Boys und des Blue Ridge-Quartett. Träger des Grand Ole Gospel Reunion’s Living Legend Award, Pioneer Gospel Award und Dub Taylor Award und Mitglied der Georgia Music Hall of Fame und Atlanta Country Music Hall of Fame. |
| 2      |      | Polly Grimes            | 1931 – 2019 | Mitglied ihrer Familiengospelgruppe und Organisatorin zahlreicher Auditorien in Israel. |
| 3      |      | Herschel LuMeart Lester | 1927 – 2004 | Gründete die Lester-Family Gruppe und lehrte Musik, unter anderem an der Stamps School of Music. |
| 4      |      | Squire Parsons          | 1948 –      | Mitglied der Kingsmen und später von Squire Parsons and Redeemed. Träger zahlreicher Singing News Awards. Er textete einige Lieder, so Sweet Beulah Land oder He Came To Me.                                                                                               |
| 5      |      | Luther G. Presley       | 1887 – 1974 | Sänger und Texter zahlreicher Lieder, so des Klassikers When the Saints Go Marching In. Andere Klassiker aus seiner Feder sind I’ll Have a New Life oder It’s Shouting Time In Heaven.                                                                                     |
| 6      |      | Ray Dean Reese          | 1939 –      | Mitglied der Kingsmen, wobei er u. a. im Weißen Haus auftrat. Träger eines Singing News Fan Award. |

### 2009
Im Jahr 2009 wurden acht Personen in die Hall of Fame aufgenommen. Zwei Personen wurden posthum aufgenommen.
| Nummer | Bild | Name                           | Lebensdaten | Begründung der Aufnahme |
| ------ | ---- | ------------------------------ | ----------- | --- |
| 1      |      | Marvin Neil Enloe              | 1938 –      | Mitglied des Couriers-Quartett, das hauptsächlich außerhalb des Südens der USA, insb. Kanada auftrat. Enloe schrieb auch Lieder, so Statue of Liberty, ein Dove Award-Gewinner. |
| 2      |      | Edwin Lee “Ed” Hill            | 1935 – 2020 | Mitglied der Prophets, Statesmen und Stamps-Quartett. In dieser Zeit sang er mit Elvis Presley. |
| 3      |      | Jennings Harold Lane           |             | Mitglied erst der Gospel Harmony Boys und nach dem Tod von Dad Speer der Speer-Family. Er wurde für seine Arrangements bekannt, so für I’m Standing on the Solid Rock oder What Sins Are You Talking About. Er schrieb Artikel und publizierte Bücher.                                          |
| 4      |      | Don Light                      |             | Zuerst begann Light als Manager des Nashville Billboard Büro, gründete 1965 Don Light Talent, die erste Agentur, die Southern Gospel Gruppen buchte, wie die Goodman-Family oder die Oak Ridge Boys. Er ist Träger einiger Awards und war beim Aufbau der Country Music Hall of Fame beteiligt. |
| 5      |      | James William “Bill” Lyles     | 1920 – 1954 | Bassist bei dem Hamilton County-Quartett, dem Swanee River Boys und den Blackwood Brothers |
| 6      |      | Elizabeth “Lady” Mull          | 1926 – 2012 | Direktorin des Mulls Singing Convention, der mit über 50 Jahren am längsten laufenden lokal produzierten TV-Sendung in Amerika. |
| 7      |      | Carl Milton “Billy” Todd       | 1929 – 2008 | Im Laufe seiner Karriere sang er mit den Freewill Four, den Sylacauga Melody Boys, der Air Force Military Band, den Florida Boys, den Songmasters und den Dixie Echoes. Träger zweier Singing News Fan Awards und des Grand Ole Gospel Reunion Living Legend Award.                             |
| 8      |      | Charles Allen “Charlie” Waller | 1948 –      | Bekannt als Industriepromoter und Produzent. Er organisierte die Grand Ole Gospel Reunion und ihm wird nachgesagt, damit Bill Gaithers Homecoming Videos inspiriert zu haben. Er gründete die SGMA of Georgia und war am Aufbau der SGMA-Museumssammlung beteiligt.                             |

### 2010
Im Jahr 2010 wurden sechs Personen aufgenommen. Zwei Personen wurden posthum geehrt.
| Nummer | Bild | Name                               | Lebensdaten | Begründung der Aufnahme |
| ------ | ---- | ---------------------------------- | ----------- | --- |
| 1      |      | Daniel Joseph “Danny” Gaither      | 1938 – 2001 | Mitglied des Bill Gaither Trio und des Golden Keys-Quartett. Er sang jedoch auch Solo und produzierte einige Alben und wurde dafür prämiert. Sein Award wurde von seinem Bruder Bill und dessen Frau Gloria entgegengenommen. |
| 2      |      | Little Jan Buckner-Goff            |             | Seit dem Alter von 15 Jahren Sängerin und Texterin. Sie wurde mehrmals für den Grammy nominiert und ist Mitglied der Georgia Music Hall of Fame.                                                                              |
| 3      |      | Sam Goodman                        | 1931 – 1991 | Mitglied der Happy Goodman Family, nominiert für einen Grammy und Träger eines Singing News Award. |
| 4      |      | Willie Gathrel “Bill” Hefner       | 1930 – 2009 | Mitglied des Crusaders-Quartett und der Harversters. Im Jahr 1998 wurde ihm der Grand Ole Gospel Reunion Living Legend Award überreicht.                                                                                      |
| 5      |      | Cornelia Elizabeth “Connie” Hopper | 1940 –      | Sängerin der Familiengruppe, The Hoppers. Trägerin zahlreicher Singing News Awards und des Marvin Norcross Awards. Verfasserin von über 50 Liedern.                                                                           |
| 6      |      | Arthur Donaldson Smith             | 1921 – 2014 | Im Laufe seiner Karriere sang er für zahlreiche Programme und Quartette. Er schrieb einige Lieder und Instrumentals, wie Guitar Boogie und I Saw A Man.                                                                       |

### 2011
Im Jahr 2011 wurden acht Personen aufgenommen.
| Nummer | Bild | Name                 | Lebensdaten | Begründung der Aufnahme |
| ------ | ---- | -------------------- | ----------- | --- |
| 1      |      | Doris Akers          | 1923 – 1995 | Berühmte Sängerin, die mit vielen Künstlern zusammenarbeitete und deren Lieder von vielen gesungen worden sind, so den Statesmen, Bill Gaither und Mahalia Jackson. Ihre Lieder und Aufnahmen wurden vom Smithsonian zum National Treasure erklärt.                                                                       |
| 2      |      | Doyle Blackwood      | 1911 – 1974 | Mitglied erst der Choctaw County Jubilee Singers und der Blackwood Brothers. Später gründete er das Menphains-Quartett. |
| 3      |      | Bob Brumley          | 1937 – 2020 | Bekannt für seine Arbeit der Publikation, insbesondere der Songs seines Vaters Albert Brumley. Dafür nutzter er Albert E. Brumley & Sons/Hartford Music. Er organisierte das größte Gospel-Event, The Albert E. Brumley Memorial Gospel Sing. Er war Präsident der SGMA und ist Träger des James D. Vaughan Impact Award. |
| 4      |      | Roy Carter           | 1926 – 1998 | Mitglied der Chuck Wagon Gang und Texter von Liedern wie Meet Him in the Air oder The Early Morning Hours. |
| 5      |      | Kenny Gates          | 1930 –      | Pianist und Mitglied des Blue Ridge-Quartett. Träger von Preisen, wie der Piano Roll Of Honor oder dem Grand Ole Gospel Reunion Living Legend Award. Mitglied der South Carolina Gospel Music Association Hall of Fame.                                                                                                   |
| 6      |      | Jerry Kirksey        | 1940 – 2023 | Promoter, insbesondere im Radio und Manager von Jubilee Enterprises und später Leiter von Singing News. Er war beteiligt die Southern Gospel Music Guild und der SGMA. |
| 7      |      | Opal Lester          | 1906 – 1999 | Musiklehrerin und Promoterin für Gospelmusik. Verantwortlich für die Auftritte ihrer Familie in Fernsehsendungen. |
| 8      |      | “Little” Willie Wynn |             | Sänger bei den Oak Ridge Boys. Träger von Preisen, wie dem Dove Award, dem Grammy und dem Grand Ole Gospel Reunion Living Legend Award. |

### 2012
Im Jahr 2012 wurden sechs Personen in die Hall of Fame aufgenommen. Drei Personen wurden posthum geehrt.
| Nummer | Bild | Name                     | Lebensdaten | Begründung der Aufnahme |
| ------ | ---- | ------------------------ | ----------- | --- |
| 1      |      | Charles Burke            | 1936 – 2011 | Bariton bei den Pine Ridge Boys. Ihm gehörte Singing Americans und mit dieser Gruppe half er Künstlern wie Ivan Parker oder Michael Englisch einen Platz in einem Quartett zu erlangen. Er half auch anderen, eigene Gruppen zu gründen. |
| 2      |      | Carl Stuart Hamblen      | 1908-1989   | Zunächst Country-Sänger, wurde er durch Billy Graham Christ und begann eine Gospelkarriere. Er ist unter anderem Mitglied der Nashville Songwriter’s Hall of Fame und der Texas Country Music Hall of Fame.                              |
| 3      |      | James Vaughn „Jim“ Hill  | 1930-2018   | Mitglied des Golden Keys-Quartett und des Stamps-Quartett, sowie der Statesmen. Er schrieb den Klassiker What a Day That Will Be. Nominiert für einen Dove Award.                                                                        |
| 4      |      | Geraldine Morrison       | 1935 – 2005 | Mitglied der Sunliters. Mit diesen wurde sie für einen Grammy nominiert und Teil der Georgia Music Hall of Fame und der Gospel Music Hall of Fame und weiterer Awards.                                                                   |
| 5      |      | Richard Fay „Buck“ Rambo | 1931 – 2016 | Mitglied der Singing Rambos und Gründer von Rambo Music. Er war einer der ersten, die Gospel-Musik nach Vietnam brachten. |
| 6      |      | Milton H. “Ace” Richman  | 1916-1999   | Im Laufe seiner Karriere war er Mitglied der Red River Rangers und der Sunshine Boys. Er erschien in 19 Western. |

### 2013
Im Jahr 2013 wurden sechs Personen aufgenommen. Zwei Personen wurden posthum geehrt.
| Nummer | Bild | Name               | Lebensdaten | Begründung der Aufnahme |
| ------ | ---- | ------------------ | ----------- | --- |
| 1      |      | John T. Benson Jr. | 1904 – 1966 | Leiter der Benson Publishing Company, welche zahlreiche Gospelkünstler unter Vertrag hatte. Ihm wird zugeschrieben, ein wichtiger Faktor gewesen zu sein, den Southern Gospel in den 60ern und 70ern groß gemacht zu haben. |
| 2      |      | Polly Lewis-Copsey | 1937-2018   | Mitglied der Lewis-Family. Fünfmalige Gewinnerin des Society for the Preservation of Bluegrass Music Association’s Traditional Female Vocalist Award.                                                                       |
| 3      |      | Thomas A. Dorsey   | 1899 – 1993 | Zunächst Blues-Sänger, wurde der Afroamerikaner später Gospel-Sänger und schrieb bekannte Lieder, unter anderem Take My Hand, Precious Lord.                                                                                |
| 4      |      | “Little” Roy Lewis | 1942 –      | Mitglied der Lewis-Family und Teil der The Little Roy and Lizzy Show. |
| 5      |      | Duane Nicholson    | 1936 –      | Sänger des Courier-Quartetts und als solcher Teil des Gospel Singing Jubilee. |
| 6      |      | Tim Riley          | 1945 –      | Bass-Sänger und Mitglied der Dixie Echoes, der Southmen und Gold City. |

### 2014
Im Jahr 2014 wurden acht Personen aufgenommen. In diesem Jahr begann die SGMA Videos über jedes Mitglied eines Jahres zu veröffentlichen. Drei Personen wurden posthum geehrt
| Nummer | Bild | Name                            | Lebensdaten | Begründung der Aufnahme |
| ------ | ---- | ------------------------------- | ----------- | --- |
| 1      |      | Colbert Croft                   | 1941 – 2014 | Nachdem er Christ und Priester geworden ist, begann er Gospel-Lieder zu schreiben, so I Can’t Even Walk (Without You Holding My Hand) oder I Believe When He Died, He Died for Me.                              |
| 2      |      | Eddie Crook                     |             | Pianist für u. a. die Tennesseans, The Happy Goodmans das Plainsmen-Quartett und Grand Ole Opry. Texter von Liedern wie Just Any Day Now oder What A Beautiful Day.                                             |
| 3      |      | Claris G. “Cat” Freeman         | 1922 –      | Mitglied u. a. der Blackwood Brothers, Oak Ridge-Quartett und Jubilee-Quartett. In seinen letzten Jahren lehrte er Musik.                                                                                       |
| 4      |      | Paul Heil                       | 1947 – 2020 | TV-Moderator und Erschaffer der Radiosendung The Gospel Greats. Gründungsmitglied der Southern Gospel Music Guild und Trägerin von Awards wie dem Singing News Fan Awards und des James D. Vaughn Impact Award. |
| 5      |      | Warren Lester Roberts           | 1920 – 2011 | Sänger und TV-Moderator. Er schrieb auch Gospel-Lieder, so Along The Way, der von George Beverly Shea aufgenommen wurde.                                                                                        |
| 6      |      | Claude Daniel Hopper            | 1937 –      | Mitglied von The Hopper Brothers und The Hoppers. Gründer von Hopper Brothers and Connie Publishing. |
| 7      |      | Faye Ihrig Speer                | 1928 – 2015 | Ehefrau von Brock Speer und Mitglied der Speer-Family. Sie trat auf in den Gaither Homecoming Videos. |
| 8      |      | Frances Jane Crosby Van Alstyne | 1820 – 1915 | Van Alstyne, die blind geboren wurde, wird nachgesagt, dass sie über 9.000 Lieder geschrieben hat. Einige der bekanntesten sind Safe in the Arms of Jesus, Blessed Assurance oder Rescue the Perishing.         |

### 2015
Im Jahr 2015 wurden zwei Personen aufgenommen. Beide Personen wurden posthum geehrt.
| Nummer | Bild | Name                           | Lebensdaten | Begründung der Aufnahme                                                              |
| ------ | ---- | ------------------------------ | ----------- | ------------------------------------------------------------------------------------ |
| 1      |      | James „Ed“ Sprouse             | 1923 – 2014 | Mitglied des Blue Ridge-Quartett. Sein Preis wurde von seinem Sohn entgegengenommen. |
| 2      |      | James Lewis „Big Lew“ Garrison | 1933 – 1994 | Tenor bei den Prophets.                                                              |

### 2016
Im Jahr 2016 wurden vier Personen aufgenommen. Zwei Personen wurden posthum geehrt.
| Nummer | Bild | Name             | Lebensdaten | Begründung der Aufnahme |
| ------ | ---- | ---------------- | ----------- | --- |
| 1      |      | Peg McKamey Bean |             | Mitglied der McKarmey. |
| 2      |      | Lari Goss        | 1945 – 2015 | Träger eines Grammy Award und Gospel-Sänger. |
| 3      |      | Ronny Hinson     |             | Mitglied von The Singing Hinson’s. Texter einiger Lieder, wie The Lighthouse oder When He Was On The Cross. Träger eines Singing News, des The J.D.Sumner Award und eines Dove Awards. |
| 4      |      | Carroll McGruder | 1946 – 2015 | Preisgekrönter Texter von Gospelmusik. |

### 2017
Im Jahr 2017 wurden vier Personen aufgenommen. Zwei Personen wurden posthum geehrt.
| Nummer | Bild | Name                        | Lebensdaten | Begründung der Aufnahme                                                                                      |
| ------ | ---- | --------------------------- | ----------- | --- |
| 1      |      | Troy Burns                  | 1952 –      | Mitglied der Inspirations und der Troy Burns Family. Er gewann einen Sining News Award und einen Dove Award. |
| 2      |      | Anthony Elden „Tony“ Greene | 1968 – 2010 | Mitglied der Greene-Family und Zeit seines Lebens Sänger.                                                    |
| 3      |      | LaBreeska Rogers Hemphill   | 1940 – 2015 | Mitglied der Happy Goodman Family und später der Hemphills.                                                  |
| 4      |      | Randy Shelnut               | 1955 –      | Mitglied der Dixie Echoes und Texter von über 40 Liedern, wie I’ll Take Jesus oder Walkin’ On.               |

### 2018
Im Jahr 2018 wurden vier Personen aufgenommen. Es ist das erste Jahr der Auszeichnung, wo keine Person posthum geehrt worden ist.
| Nummer | Bild | Name          | Lebensdaten | Begründung der Aufnahme |
| ------ | ---- | ------------- | ----------- | --- |
| 1      |      | Ann Downing   |             | Sängerin, die durch die USA und Europa tourte und in den Gaither Homecoming Videos auftrat. Sie startete als Sängerin bei der Speer-Family. Mit ihrem Ehemann gründete sie die Downings. Trägerin eines Dove Award und eines Singing News Award. |
| 2      |      | Tracy Stuffle |             | Mitglied der Living Legend und der Perrys. Er wurde Christian Voice Living Legend genannt und nominiert für einen Singing News Award. |
| 3      |      | Mark Trammell |             | Sänger in verschiedenen Gruppen, wie den Kingsmen, den Cathedrals, Greater Vision und Gold City. |
| 4      |      | Norman Wilson |             | Gospel-Sänger, der über Jahrzehnte durch die USA tourte. |

### 2019
Im Jahr 2019 wurden vier Personen aufgenommen. Zwei Personen wurden posthum geehrt.
| Nummer | Bild | Name                | Lebensdaten | Begründung der Aufnahme |
| ------ | ---- | ------------------- | ----------- | --- |
| 1      |      | Ruben Franklin Bean | 1941 –      | Mitglied der Bean-Family als Sänger und Gitarrist für die McKamey-Schwestern. |
| 2      |      | Ernie Dean Phillips | 1950 – 2018 | Tenor der Kingsmen und von Squire Parsons and Redeemed, zweifacher Gewinner des Singing News Fan Awards |
| 3      |      | Jackie Wilburn      | 1937 – 2011 | Pastor und Sänger in der Familiengruppe, dem Happiness-Quartett, und später anderen wie der Wilburn-Family. Träger des Marvin Norcross Award.                                                                         |
| 4      |      | Gerald Lynn Wolfe   | 1963 –      | 1981 wurde er Mitglied des Dumplin Valley Trio. Später wurde er Teil der Cathedrals. 1988 begann er eine Solokarriere, wurde später aber Gründer der Gruppe Greater Vision. Gewinner zahlreicher Singing News Awards. |

### 2020
Im Jahr 2020 wurden vier Personen aufgenommen. Eine Person wurde posthum geehrt.
| Nummer | Bild | Name                   | Lebensdaten | Begründung der Aufnahme |
| ------ | ---- | ---------------------- | ----------- | --- |
| 1      |      | Meurice Eldon LeFevre  | 1937 – 2019 | Mitglied des LeFevre Trio. Gründer von Altlanta's Sing Record Company. Als Mitglied des GMA Board of Directors spielte er eine Rolle in der Sicherung eines Grammy Awards für die Gospelmusik.                       |
| 2      |      | Dorothy Leonard Miller |             | Gründer von New Day Christian Distributors und Daywind Music Group. Ihre Arbeit besteht in der Publizierung und Aufnahme von Gospelmusik.                                                                            |
| 3      |      | Melvin „Chief“ Klaudt  | 1933 –      | Mitglied der Klaudt-Family und Gründer der Klaudt Memorial Indian Foundation, welche Native American das Studium von Musik und religiösen Studien ermöglicht. Moderator der wöchentlichen Sendung Just Keep Singing. |
| 4      |      | Dianne Wilkinson       | 1944 – 2021 | Komponistin und Texterin von über 1000 Lieder, wie We Shall See Jesus oder Boundless Love. Trägerin zahlreicher Awards im Bereich des Gospel, wie dem Dove Award.                                                    |

### 2021
Im Jahr 2021 wurden vier Mitglieder in die Hall of Fame aufgenommen. Die Aufnahme erfolgte während der National Quartet Convention in Pigeon Forge. Eine Person wurde posthum geehrt.
| Nummer | Bild | Name                  | Lebensdaten | Begründung der Aufnahme |
| ------ | ---- | --------------------- | ----------- | --- |
| 1      |      | Jack Clark            |             | Clark bekam im Alter von 12 Jahren mit dem Gospel in Kontakt. Im Laufe seiner Karriere war er Teil einiger Quartette und schrieb über 200 Songs. 1981 begann er an der North Georgia School of Gospel Music zu unterrichten. |
| 2      |      | Karen Peck Gooch      |             | Karen Peck war Teil zahlreicher Gruppen, so von Uncle Alf and The LeFevres, Rex Nelon Singers und der Familiengruppe der Pecks. Sie gewann einige Awards, unter anderen den GMA Dove Award. Peck schrieb auch einige Lieder, unter anderem I Am Blessed oder Everybody’s Going Through Something. Sie war auch Vorsitzende der SGMA. |
| 3      |      | Marlin Raymond Taylor |             | Taylor hat zahlreichen Gospel-Gruppen mit seiner Radiostation enLighten eine Plattform geboten. Diese Arbeit wurde auch mit dem American Broadcast Pioneer Award und dem Broadcast Pioneers Hall of Fame of Philadelphia geehrt. |
| 4      |      | Aaron Wilburn         | 1950 – 2020 | Seine ersten Auftritte hatte er als Mitglied der Happy Goodman Family. In seiner Karriere komponierte er auch einige Lieder, so That Sounds Like Home To Me, oder It Won't Rain Always. Er gewann einige Auszeichnungen, so dem Dove Award.                                                                                          |

### 2022
Im Jahr 2022 wurden vier Künstler in die Hall of Fame aufgenommen.
| Nummer | Bild | Name              | Lebensdaten | Begründung der Aufnahme |
| ------ | ---- | ----------------- | ----------- | --- |
| 1      |      | Rooney Griffin    |             | Aufgewachsen in Kentucky, sang Griffin als Bariton 1992 mit den Dixie Melody Boys. Er spielte auch Bass und schrieb Lieder, so I Have A New Song To Sing. Er trat der Gruppe Greater Vision bei. Viele seiner Lieder wurden von anderen Künstlern gesungen. |
| 2      |      | Arthur Rice       | 1962 –      | Als Kind begann Rice mit seiner Familie, bekannt als das Rice Trio zu singen. Mit 18 sang er mit der Payne-Family und später wurde er Hauptsänger bei den Kingsmen bis 1989. 1990 gründete er die Gruppe Squire Parsons and Redeemed. Nach fünf Jahren zog er nach Pigeon Forge um und wurde dort Sänger der Kingdom Heirs. Seit 2013 ist er Präsident der SGMA.                           |
| 3      |      | Kyla Faye Rowland | 1945 – 2022 | Rowland ist bekannt als Texterin, so unter anderem des Liedes He Will Roll You Over the Tide oder des Dove Award Gewinners There Rose a Lamb. Sie sang mit ihrem Bruder in der Gruppe Rowlands. |
| 4      |      | Chris White       |             | Vorsitzender von Sunlite Records und Mitglied anderer Musik-produzierender Unternehmen. Er ist einer der Gründer des Oak Valley Studios in Nashville, welches einige der größten Gospelmusiker, wie die Kingsmen oder Gold City aufnahm, aber auch Country-Musiker wie Floyd Crammer oder Faron Young. Er ist Träger des Dove Awards, des BMI airplay awards und Komponist einiger Lieder. |

### 2023
Im Jahr 2023 wurden vier Personen in die Hall of Fame aufgenommen, darunter eine Frau und eine posthume Aufnahme.
| Nummer | Bild | Name             | Lebensdaten | Begründung der Aufnahme |
| ------ | ---- | ---------------- | ----------- | --- |
| 1      |      | Sue Dodge        |             | Karriere in der Gospelmusik von über 50 Jahren, darunter auch Mitgliedschaft in der Speer Family. Sie gewann vier Dove Awards und den Living Legend Award des Christian Voice Magazin. Dodge sang in über 19 Ländern, darunter in Orten wie der Westminster Hall oder der Carnegie Hall. |
| 2      |      | Danny Funderburk | 1954 –      | Mitglied von Gospelgruppen wie den New Revelaires, den Singing Americans, Perfect Heart, The Royals, Silent Power, sowie dem Cathedral Quartet. |
| 3      |      | Norman Holland   | 1959 – 2014 | Holland arbeitete als Radiopromoter und war so an dem Aufstieg zahlreicher Größen der Gospelbranche beteiligt. Später tat er ähnliches in seiner Arbeit für Gospellabels. |
| 4      |      | Reagan Riddle    | 1946 –      | Mitglied des Primitive Quartet. |

### 2024
Im Jahr 2024 wurden vier Personen in die Hall of Fame aufgenommen, darunter eine Frau und zwei posthume Aufnahmen.
| Nummer | Bild | Name              | Lebensdaten | Begründung der Aufnahme                                                                                                 |
| ------ | ---- | ----------------- | ----------- | --- |
| 1      |      | Kelly Nelon Clark | 1959 – 2024 | langjähriges Mitglied der The Nelons und Gewinner zahlreicher Preise, darunter Dove Awards und Singing News Fan Awards. |
| 2      |      | Herb Henry        | 1947 –      | Promoter für Gospelmusikkonzerte, insbesondere in seiner vierzig Jahre lang gesendeten Radiosendung.                    |
| 3      |      | Mike Holcomb      | 1954 –      | Mitglied der The Inspirations.                                                                                          |
| 4      |      | Jeff Stice        | 1960 – 2021 | Mitglied zahlreicher Gruppen, wie The Blackwood Brothers, The Rex Nelon Singers oder Perfect Heart.                     |